# Sjoestedtacris rufotibialis
Sjoestedtacris rufotibialis är en insektsart som beskrevs av Baehr 1992. Sjoestedtacris rufotibialis ingår i släktet Sjoestedtacris och familjen gräshoppor. Inga underarter finns listade i Catalogue of Life.